# Eugène Daniel von Rothschild
Eugène Daniel Freiherr von Rothschild, auch bekannt als (Baron) Eugen von Rothschild (* 7. März 1884 in Wien; † 25. April 1976 in Monaco), war ein Mitglied des Wiener Zweiges der Bankiersfamilie Rothschild.

## Leben
Eugen Rothschild war der vierte Sohn von Albert Salomon Anselm von Rothschild und Bettina Caroline von Rothschild (1858–1892). Seine älteren Brüder waren Alfons Maier und Louis Nathaniel von Rothschild. Er wuchs in Wien bzw. den Landsitzen der Familie in Niederösterreich und Mährisch-Schlesien auf und besuchte das Theresianum in Wien. Anschließend wurde er Berufsoffizier und trat 1903 als Einjährig-Freiwilliger in die k.u.k Armee ein. Die Prüfungen legte er jedoch nur mit mäßigem Erfolg ab und war die meiste Zeit seines Dienstes beurlaubt. Er wurde als ruhiger, ernster Charakter und guter Reiter charakterisiert und galt als ein guter Schütze. Nach dem Tod seines Vaters (1911) erbte er aus dessen reichhaltigem Erbteil unter anderem das Schloss Enzesfeld bei Wien.
Im Ersten Weltkrieg meldete er sich gemeinsam mit seinem älteren Bruder Alfons freiwillig und diente als Oberleutnant erneut beim Dragonerregiment Nr. 6. Er erlitt bereits früh einen Schuss ins Bein und war bis ins Frühjahr 1915 rekonvaleszent, danach diente er bis zu seiner Entlassung aus dem Kriegsdienst im Mai 1918 am östlichen Kriegsschauplatz. Er nahm 1918 die tschechoslowakische Staatsbürgerschaft an und fungierte als Verbindung der Familie zu ihrem großen Stahlwerk in Wittkowitz.
Als Autodidakt brachte er sich kunsthistorische Kenntnisse bei, seine große Arbeit über Tizian wurde jedoch niemals veröffentlicht. Er besaß ferner eine Vorliebe für Frauen und schnelle Autos, war mehrmals in Autounfälle aufgrund überhöhter Geschwindigkeit verwickelt und verehrte die Musik von Richard Wagner.

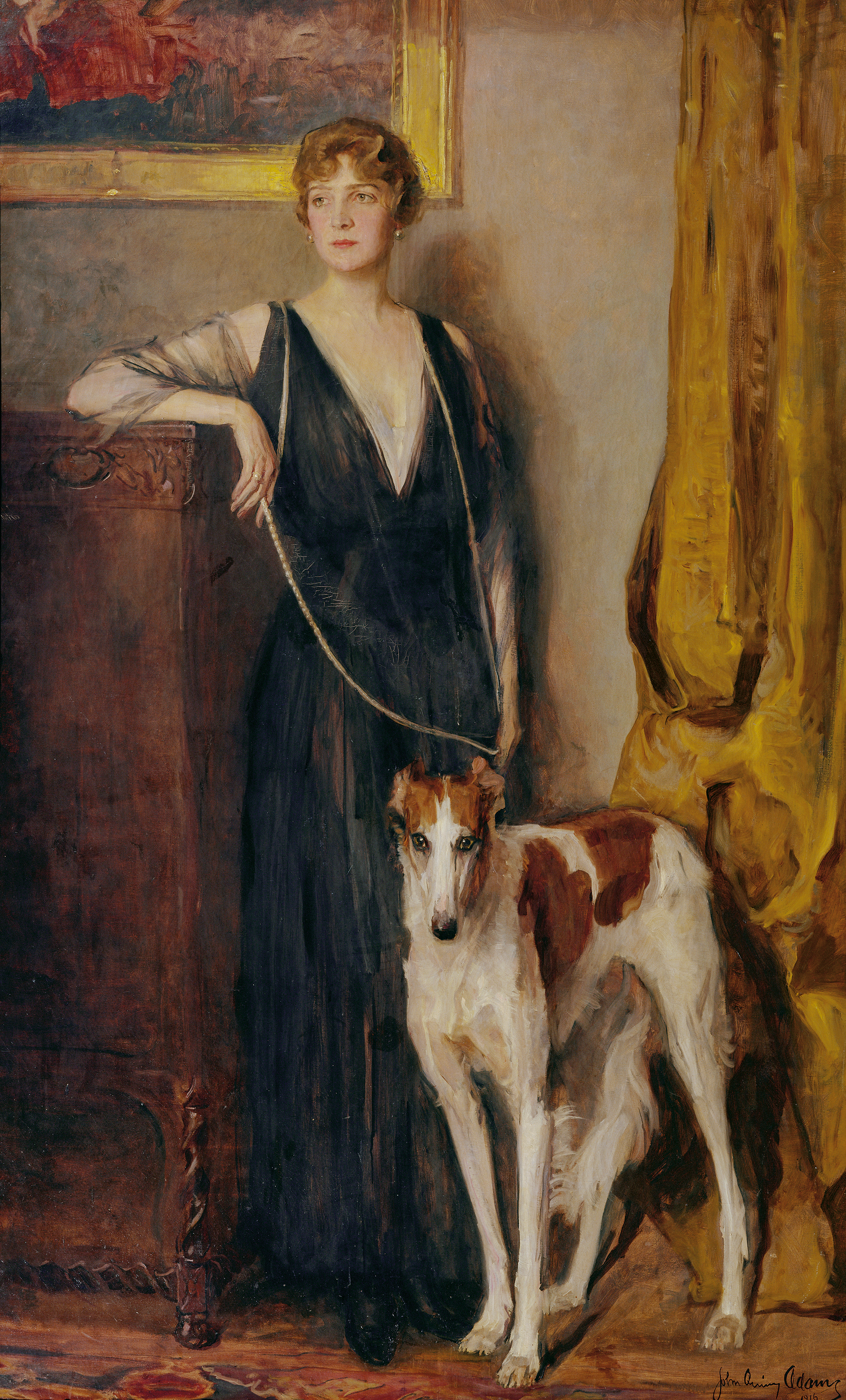
John Quincy Adams: Kitty Baronin Rothschild

Seine Hochzeit mit der geschiedenen Katholikin Katherine „Kitty“ Gräfin Schönborn-Buchheim, geborene Wolff und geschiedene Spotswood, am 28. April 1925 sorgte für Unverständnis in seiner Familie. Vor allem seine Schwägerin Clarice, Frau seines Bruders Alfons, lehnte das Eindringen einer Katholikin in die jüdische Familie entschieden ab und überwarf sich schnell mit Kitty.
Das Paar wurde schnell Mitglied der europäischen High Society und lebte die meiste Zeit in Paris. In Wien bewohnten sie das Palais Rothschild in der Prinz-Eugen-Straße Nr. 26. Die Ehe mit „Pretty Kitty“ galt als glücklich, jedoch aufgrund der Freigiebigkeit Kittys nicht friktionsfrei. Die geborene Amerikanerin war eine Bekannte von Wallis Simpson. So hielt sich der ehemalige englische König Edward Windsor nach seiner Abdankung 1936 insgesamt 15 Wochen bei Katherine und Eugen Rothschild auf deren Schloss Enzesfeld auf, um auf die Scheidung seiner späteren, noch nicht geschiedenen Frau zu warten. Das Verhältnis zwischen dem Herzog von Windsor und seinen Gastgebern war ebenfalls nicht frei von Problemen.
Nach dem Anschluss Österreichs ans deutsche Nazi-Reich 1938 blieben Eugen und Kitty Rothschild in Frankreich. Von London aus versuchte er, als Vertreter der Familie mit der tschechoslowakischen Regierung Verkaufsverhandlungen über die Wittkowitzer Eisenwerke zu führen. Im Frühjahr 1939 führte Eugen gemeinsam mit seinem Bruder Alfons und einem Vertrauten in Paris Verhandlungen mit den Nationalsozialisten, welche seinen Bruder Louis im Streit um die arisierten Besitzungen der Familie als Geisel hielten. Erst nach der Preisgabe des gesamten Besitzes der Wiener Rothschilds kam Louis aus der Gestapo-Haft frei. Rechtzeitig vor der Einnahme von Paris durch die Wehrmacht emigrierten Eugen und Kitty Rothschild über Lissabon nach Amerika, wo sie auf Long Island ansässig wurden.
Nach dem Krieg erhielt Eugen Rothschild seine von den Nationalsozialisten geraubten Besitzungen zurück und wurde zudem von der nun kommunistischen Tschechoslowakei für seine Verluste entschädigt.
Kitty Rothschild verstarb 1946, ihren Tod verkraftete Eugen Rothschild schwer und besuchte täglich ihr Grab am Rande des 37 Hektar großen Besitzes. An der Pfarrkirche Enzesfeld ließ er eine Gedenktafel für seine katholische Gattin anbringen. Das Schloss verkaufte er im Jahr 1963.
Eugéne, wie er sich selbst nannte, heiratete nach dem Tod seiner geliebten Frau erneut und gab der britischen Schauspielerin Jeanne Stuart (1908 – 2003) am 21. Dezember 1952 das Jawort. Die beiden lebten fortan in New York, wo Eugen ein Apartment besaß, auf Long Island und später zur Gänze in Monaco, wo er als letzter Wiener Rothschild 1976 im Alter von 92 Jahren verstarb.